# Hangony
Hangony este un sat în districtul Ózd, județul Borsod-Abaúj-Zemplén, Ungaria, având o populație de 1.669 de locuitori (2011). 

## Demografie
Componența etnică a satului Hangony
     Maghiari (91,51%)
     Romi (7,74%)
     Necunoscut (0,31%)
     Germani (0,44%)
     Alții (0,31%)
Componența confesională a satului Hangony
     Romano-catolici (76,63%)
     Fără religie (5,15%)
     Reformați (2,34%)
     Necunoscută (15,7%)
     Greco-catolici (0,18%)
     Alte religii (0,18%)
Conform recensământului din 2011, satul Hangony avea 1.669 de locuitori. Din punct de vedere etnic, majoritatea locuitorilor (91,51%) erau maghiari, cu o minoritate de romi (7,74%). Apartenența etnică nu este cunoscută în cazul a 0,31% din locuitori.  Din punct de vedere confesional, majoritatea locuitorilor (76,63%) erau romano-catolici, existând și minorități de persoane fără religie (5,15%) și reformați (2,34%). Pentru 15,7% din locuitori nu este cunoscută apartenența confesională.